# ギュンター・カルヴェルト
ギュンター・カルヴェルト (de:Günter Kalwert) 、1930年7月15日 - 2014年）は、ドイツ民主共和国の軍事裁判所部長、法務副大臣1988～1990年。最終階級は国家人民軍少将。

## 受賞
- ドイツ民主共和国の弁護士の名誉称号[1]
- バトルメダル「国民と祖国への奉仕のために」銀
- 1984年シルバーの愛国勲章 [2]